# Hydroptila furcata
Hydroptila furcata är en nattsländeart som först beskrevs av Martynov 1935.  Hydroptila furcata ingår i släktet Hydroptila och familjen smånattsländor. Inga underarter finns listade i Catalogue of Life.